# Girolamo Cardano
Girolamo Cardano (također Gerolamo i Geronimo, latinizirano ime Hieronymus Cardanus; Pavia, 24. rujna 1501. - Rim, 21. rujna 1576.), talijanski fizičar, matematičar, astronom, liječnik, polihistor i filozof. Glavno mu je matematičko djelo Knjiga o velikom umijeću ili o pravilima algebre (lat. Artis magnae sive de regulis algebrae liber unus, 1545.), u kojem je objavio jednadžbe za izračunavanje korijena kubne jednadžbe (Cardanova jednadžba). Njegovi su radovi utjecali na daljnji razvoj algebre; bio je među prvim matematičarima koji su računali s kompleksnim brojevima. Izumitelj je kardanskog ovjesa i kardanskoga zgloba.
Bio je nezakoniti sin odvjetnika Fazija Cardana i Chiare Micherije. U mladosti je pomagao ocu, a poslije je studirao medicinu na sveučilištima u Paviji i Padovi. Godine 1525. postigao je doktorat iz medicine. Predavao je u Paviji i Bologni. Godine 1545. napisao je Ars magna, važnu raspravu iz algebre, a u djelu De subtilitate rerum iz 1550. sumirao je sve znanstveno znanje svoga vremena.

## Kardanski zglob
Kardanski prijenos služi za prijenos snage, odnosno okretnog momenta, između pojedinih razmaknutih pogonskih sklopova automobila koji nisu međusobno kruto vezani, ili im se osi vratila ne poklapaju, ili je čak međusobni položaj pojedinih sklopova promjenjiv. Pri takozvanom klasičnom pogonu automobila (motor sprijeda pokreće kotače stražnje osovine), pod djelovanjem neravnina tla stražnji prijenos neprestano mijenja svoj položaj s obzirom na izlaznu osovinu mjenjača brzine (prednji dio automobila). U tom slučaju kardanski prijenos se sastoji od dva kardanska zgloba i kardanske osovine.
Zbog pregibanja, kardanskoj se osovini mijenja duljina. Zbog toga mora kardanska osovina biti vezana s jednim kardanskim zglobom s pomoću žlijebaste osovine ili pak kakvim elastičnim dijelom, kako bi se osovina mogla produživati u smjeru svoje osi, ali da ipak u cijelosti prenosi moment sile.
Kinematika kardanskog mehanizma pokazuje da se kutna brzina čvrste ili kruto uležištene osovine ne prenosi jednolično na kardansku osovinu, čim ona odstupa za neki kut od smjera čvrste osovine. Što je taj kut veći, to je veća i nejednoličnost prijenosa kutne brzine. Ako je na primjer kutna brzina 400 okretaja/minuti, a otklon kardanske osovine 10º, kardanska osovina će se okretati od 406 do 394 okretaja/minuti. Ako je otklon kardanske osovine 20º, kardanska osovina će se okretati od 425 do 375 okretaja/minuti. Ovakve promjene u kutnim brzinama izazivaju dodatna dinamička naprezanja.

## Kardanski ovjes
Kardanski ovjes je mehanizam kojim se učvršćuje neko fizikalno tijelo, a koji ne sputava njegovo zakretanje na sve strane. Kardanski ovjes se sastoji od triju prstenova, od kojih svaki omogućuje zakretanje oko jedne od triju međusobno okomitih osi. Jedna je od primjena kardanskog ovjesa i održavanje kompasa ili umjetnoga obzora (horizonta) u osnovnom (vodoravnom) položaju, unatoč naginjanju broda ili zrakoplova u kojoj se nalazi.

## Vanjske poveznice
- Cardanova biografija (engl.)